# Gurnard
Gurnard – wieś w Anglii, na wyspie Wight. Leży 6 km na północny zachód od miasta Newport i 119 km na południowy zachód od Londynu.